# Widowmaker Pass
Der Widowmaker Pass (englisch für Witwenmacherpass) ist ein Gebirgspass unweit der Scott-Küste im ostantarktischen Viktorialand. Er führt zwischen Mount Janetschek und Mount Gerlache vom Larsen-Gletscher zum Reeves-Gletscher. Der Pass ist gekennzeichnet durch Gletschereis, das von zahlreichen und häufig überdeckten Spalten durchzogenen ist.
Teilnehmer einer von 1962 bis 1963 durchgeführten Kampagne im Rahmen der New Zealand Geological Survey Antarctic Expedition benannten ihn so, um das Risiko hervorzuheben, das mit der Begehung dieses Passes verbunden ist.